# Diego de Heredia
Diego de Heredia fue un militar español que participó en la colonización del actual territorio del noroeste argentino a mediados del siglo XVI.
En junio de 1566, Heredia formó parte de una expedición hacia comechingones organizada por el gobernador del Tucumán, Francisco de Aguirre, con el objetivo de fundar ciudades en esa región. Sin embargo, cuando se encontraban a 63 leguas al sur de la ciudad de Santiago del Estero, Heredia junto a Jerónimo de Holguín y Juan de Berzocana encabezaron un motín en contra del gobernador. Aguirre fue tomado prisionero junto a sus familiares y lo condujeron a Santiago del Estero, donde fue procesado por la inquisición.
Heredia y los rebeldes tomaron el control del gobierno, desplazando a Gaspar de Medina, quien era aliado de Aguirre y teniente de gobernador de Santiago del Estero.
Más tarde, Heredia y Berzocana se dirigieron hacia el norte siguiendo el margen izquierdo del río Salado. A unas 45 leguas de Santiago del Estero, fundaron una población a la que llamaron Cáceres, en honor a la ciudad española de Cáceres, lugar de nacimiento de Holguín. Este asentamiento se convertiría en la primera fundación de lo que posteriormente se conocería como Nuestra Señora de Talavera o Esteco.
En mayo de 1567, Gaspar de Medina, junto a otros capitanes, retornaron a Santiago del Estero y se hicieron de nuevo con el poder. Diego de Heredia, Juan de Berzocana y todos los partícipes de la rebelión fueron capturados, procesados, condenados y ahorcados en la plaza principal de Santiago del Estero.